# Bignan
Bignan (bret. Begnen) to miejscowość i gmina we Francji, w regionie Bretania, w departamencie Morbihan.
Według danych na rok 1990 gminę zamieszkiwało 2567 osób, a gęstość zaludnienia wynosiła 56 osób/km² (wśród 1269 gmin Bretanii Bignan plasuje się na 227. miejscu pod względem liczby ludności, natomiast pod względem powierzchni na miejscu 95.).